# Karl Lorenz
Karl Lorenz (24 de enero de 1904 - 3 de octubre de 1964) fue un general alemán durante la II Guerra Mundial que comandó la División Panzer Grossdeutschland. Fue condecorado con la Cruz de Caballero de la Cruz de Hierro con Hojas de Roble de la Alemania Nazi.

## Condecoraciones
- Cruz de Hierro (1939) 2ª Clase (23 de septiembre de 1939) & 1ª Clase (24 de junio de 1940)[1]
- Cruz Alemana en Oro el 2 de enero de 1942 como Mayor  en el Pionier-Battalion 290[2]
- Cruz de Caballero de la Cruz de Hierro con Hojas de Roble
  - Cruz de Caballero el 17 de diciembre de 1942 como Mayor y comandante del Pionier-Battalion "Großdeutschland"[3]
  - Hojas de Roble el 12 de febrero de 1944 como Oberst y comandante del Grenadier-Regiment "Großdeutschland"[4]